# Gärtner- und Häckermuseum
Das 1979 eröffnete Gärtner- und Häckermuseum widmet sich der Geschichte und Kultur der Bamberger Gärtner und Häcker (fränkisch für Winzer).
Es ist in einem typischen Gärtnerhaus im Bamberger Gärtnerviertel eingerichtet. Das Museum zeigt mit Wohn- und Schlafraum, Küche, Vorratsraum, Hofplatz, Wirtschaftsräumen und Garten die Lebens- und Arbeitsumgebung einer Gärtnerfamilie um 1900. Eine gesonderte Ausstellung zeigt Objekte der religiösen Brauchtumspflege der Gärtner. Anlässlich der Landesgartenschau Bamberg 2012 wurde das Museum neu konzipiert und am 22. April 2012 neu eröffnet.

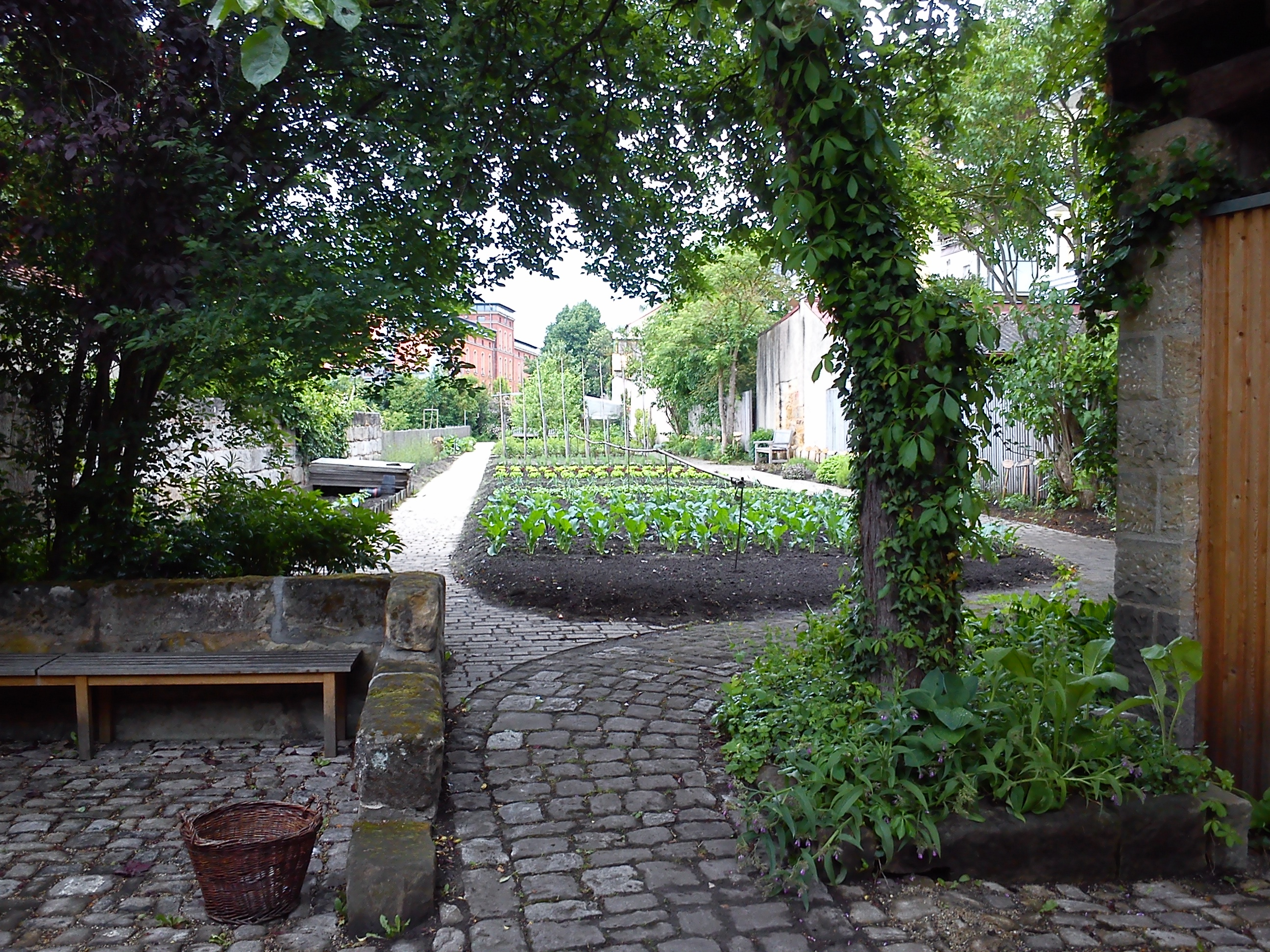
Garten des Gärtner- und Häckermuseums